# Hydra (navire)
Pour les articles homonymes, voir Hydra.

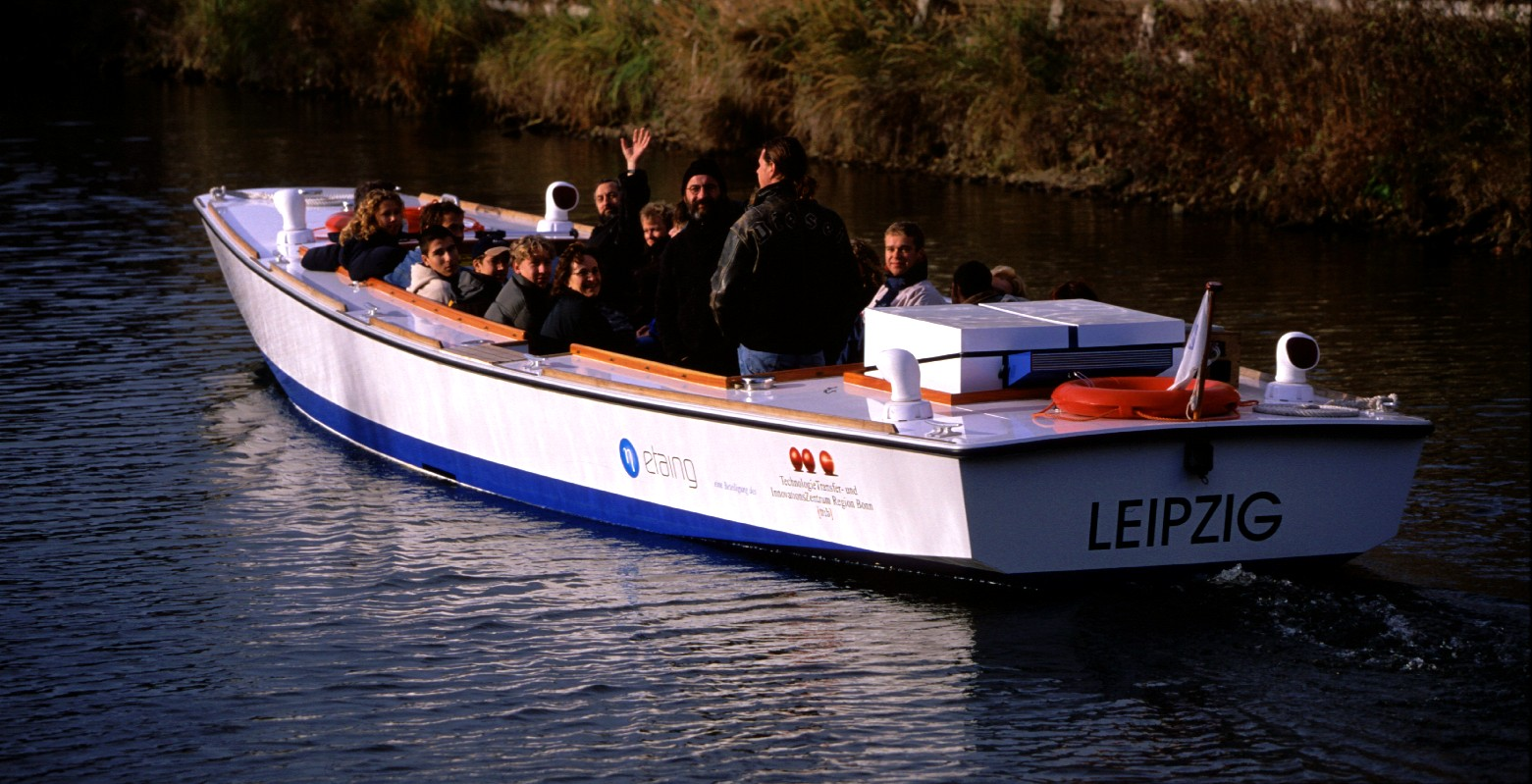
Le premier bateau à hydrogène Hydra près de Leipzig

L’Hydra est un navire à hydrogène servo-assisté par un moteur électrique qui est alimenté par une pile à combustible, et pouvant accueillir à son bord 22 personnes,. Il fit sa première apparition en juin 2000 sur le Rhin, à proximité de Bonn en Allemagne.